# Eiermann-Magnani-Haus

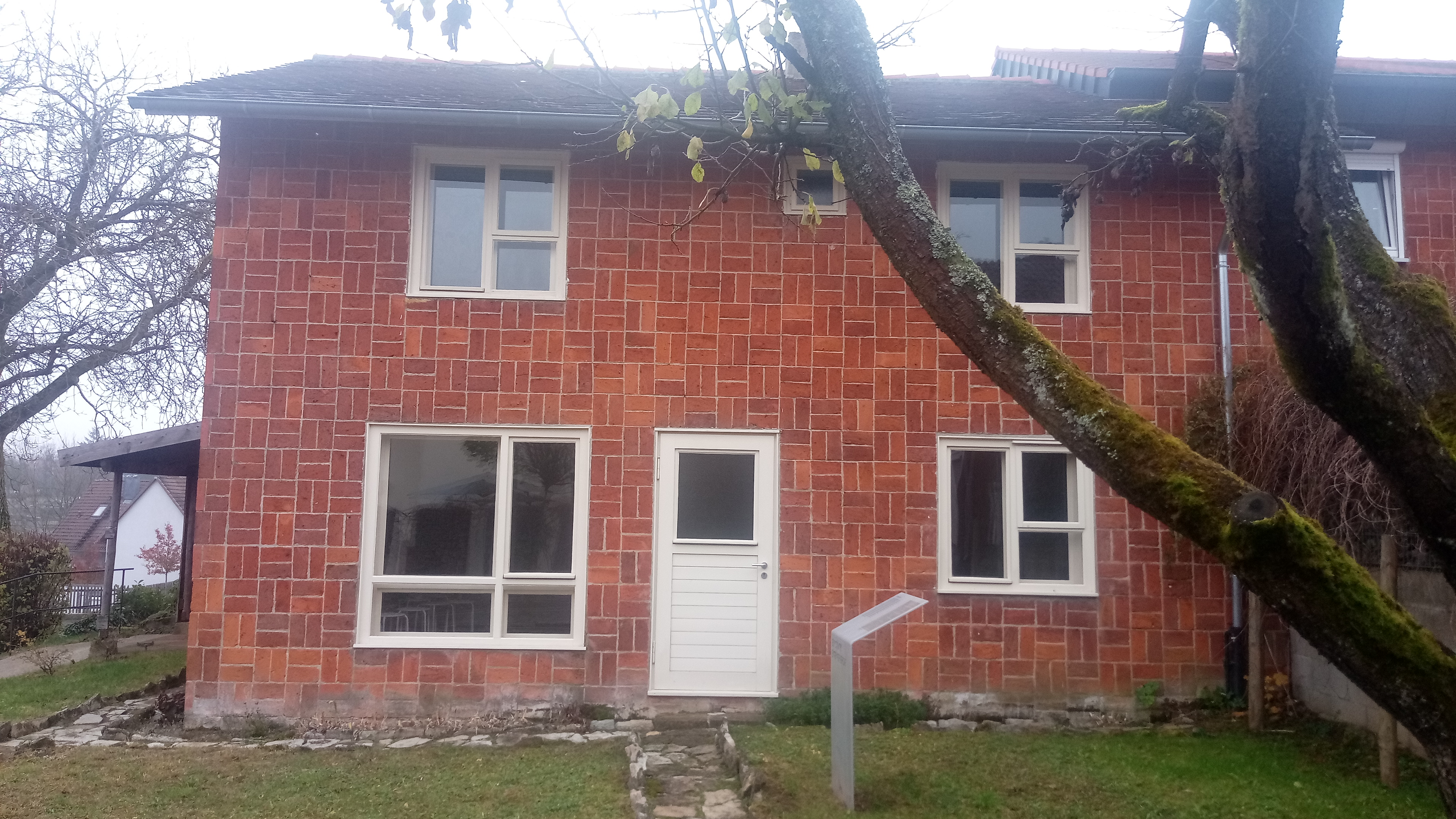
Eiermann-Magnani-Haus (2021)

Das Eiermann-Magnani-Haus im Buchener Stadtteil Hettingen dokumentiert ein Nachkriegsprojekt zur Integration von Heimatvertriebenen und Bedürftigen. Es wurde in den 1940er-Jahren von Pfarrer Heinrich Magnani (1899–1979) und Architekt Egon Eiermann (1904–1970) realisiert und diente als Modell für weitere Genossenschaftssiedlungen.
Das Haus in der Adolf-Kolping-Straße 29, das die Jahrzehnte nahezu unverändert überstand, wurde von der Wüstenrot Stiftung saniert. Heute ist es ein Museum des Hauses der Geschichte Baden-Württemberg, das die Geschichte der Bewohner und die Entstehung der Siedlung darstellt. Betreiber und Eigentümer ist der Verein Eiermann-Magnani-Dokumentationsstätte.

## Geschichte
Nach dem Ende des Zweiten Weltkriegs stand das Dorf Hettingen vor der Herausforderung, 500 Vertriebene in einer Dorfgemeinschaft mit 1500 Einwohnern aufzunehmen. Um dem akuten Wohnraummangel zu begegnen, gründete Ortspfarrer Heinrich Magnani (1899–1979) eine Baugenossenschaft. Ziel der Genossenschaft war es, sowohl den Vertriebenen als auch den Einheimische in angemessenem Wohnraum unterzubringen.
Der Architekt Egon Eiermann (1904–1970) entwarf die Häuser der neuen Siedlung und schuf trotz begrenztem Platzangebot offene und großzügige Wohnbereiche. Seine Planung erstreckte sich bis ins Detail der Ausstattung.
Das Projekt findet bis heute überregionale Anerkennung.